# 北唐卡斯特 (英國國會選區)
北唐卡斯特（英語：Doncaster North），英國國會一郡選區，包括英格蘭南約克郡唐卡斯特北部。創設於1983年。
該區自創設以來一直支持工黨。2010年大選中文立彬以47.3%選票勝出該區成功連任。